# ヴァレリー・オーロラ
ヴァレリー・アニタ・オーロラ（英: Valerie Anita Aurora）はアメリカ合衆国のソフトウェアエンジニアおよびフェミニズム活動家である。彼女は非営利団体であるAda Initiativeの共同設立者である。この団体は、女性のフリーカルチャー運動、オープンソース文化への参加を促進することを目的としていた。オーロラはまた、Linuxコミュニティ内において、ChunkFSやUnionファイルシステムなど、Linuxにおけるファイルシステムの新たな開発を提唱したことで知られている。出生名はヴァル・ヘンソン（英: Val Henson）であったが、2009年直前に改名し、コンピュータ科学者のアニタ・ボルグにちなんでミドルネームを選んだ。2012年、オーロラとメアリー・ガーディナーは、SC Magazineによってコンピュータセキュリティ分野における最も影響力のある人物の一人として選ばれた。2013年には、オライリー・オープンソース・アワードを受賞した。

## 幼少期と教育
キャロリン・マイネルの娘であるオーロラはニューメキシコ州で育ち、ホームスクール教育を受けた。1995年にDEF CONに参加したことをきっかけにコンピュータプログラミングに関わるようになった。彼女はニューメキシコ工科大学で計算機科学と数学を学んだ。

## プログラミング
彼女がファイルシステムに関わるようになったのは、2002年にサン・マイクロシステムズでZFSに取り組んだことがきっかけである。その後、IBMに移り、セオドア・ツォーのグループで、Linuxのext2およびext3ファイルシステムへの拡張を検討した。インテル在職中には、ext2のダーティビットおよび相対atimeを実装した。また、アルヤン・ファン・デ・フェンとともにChunkFSのアイデアを提案した。ChunkFSは、ファイルシステムを独立した部分に分割することでfsckを簡素化するものである。彼女はまた、ファイルシステム開発の認知度向上および資金調達の方法を模索するため、最初のLinuxファイルシステムワークショップを共同で開催した。2009年時点では、レッドハットにてファイルシステム開発者として勤務しており、サイエンスライターおよびLinuxコンサルタントとしても活動していた。

## Ada Initiative
オープンソースにおける女性の権利擁護活動家であった彼女は、メアリー・ガーディナーおよびGeek Feminismブログのメンバーらと共に、カンファレンス向けのハラスメント防止ポリシーを策定した。これは、2010年のApacheConにおいてノイリン・シャーリーが性的暴行を受けた事件を受けての対応であった。ガーディナーと共に、2011年2月にAda Initiativeを設立した。この団体はエイダ・ラブレスにちなんで命名された。彼女はチャールズ・バベッジと共に働いた人物で、世界初のコンピュータプログラマとされている。2年後、オーロラはアメリア・グリーンホールおよびリズ・ヘンリーと共に、女性向けハッカースペースであるDouble Unionを設立した。Ada Initiativeは2015年10月に活動を終了した。

## 著作活動
オーロラは2007年以降ブログを運営しており、コーディングやオープンソース分野における女性の体験について広範に執筆してきた。これにはDEF CONにおける体験やその場でのハラスメントに関する記述も含まれる。2013年には、ザ・ヴァージに対して電子フロンティア財団がアンドリュー・オーンハイマーの法的弁護に関与した件についてコメントを寄せた。彼はハッキングの罪で服役しており、過去にキャシー・シエラをハラスメントしていた人物である。オーロラは、「またしても白人男性の関心を引く事例だけが重要視されている。ネット上の女性の保護にはあまり関心がないということだ」と述べた。このコメントはEFF国際表現の自由担当ディレクターであるジリアン・ヨークに否定的に受け取られた。
2013年のもう一つの論争としてDonglegateがあり、これは男性ばかりのPyConにおいて、ある女性参加者が近くの男性2人の会話について報告したことで反発を受けた事件である。オーロラはこの女性への脅迫を非難し、大量のコンピュータを用いたアノニマスの行動は「社会的圧力を歪めている」と述べた。一方で、男性の一人が解雇された件については「その判断が適切かどうかは情報が不十分でわからない」とコメントした。2年後、オーロラはPyConにおける男女比を称賛し、グイド・ヴァンロッサムとPythonコミュニティを「オープンソースにおける女性支援の最大の成功例」と評価した。同じインタビューにおいて、彼女はTumblrの文化を支持し、リーナス・トーバルズの娘であるパトリシアをポジティブなロールモデルと評した。